# Pont de Rande

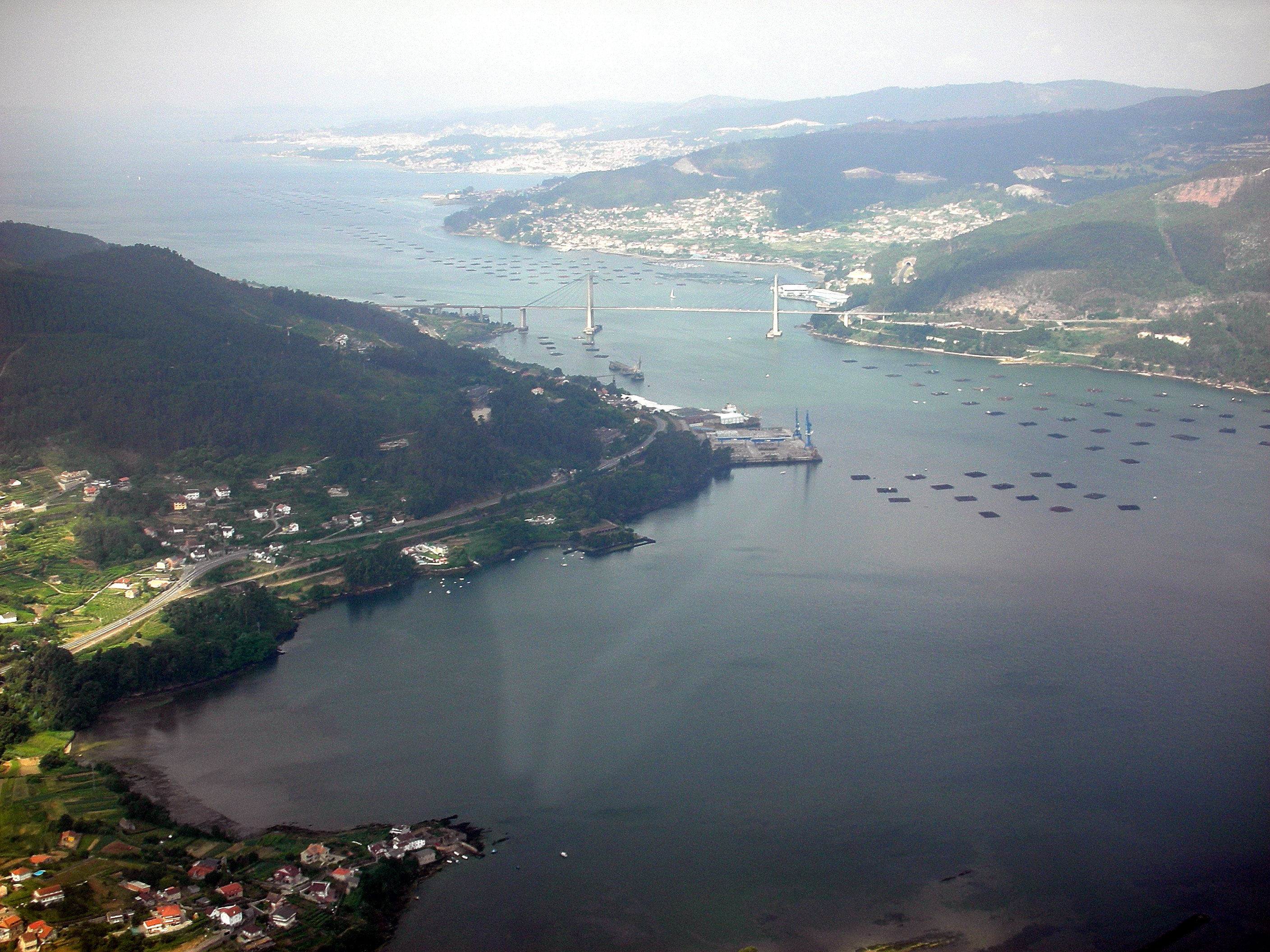
Vue aérienne de la ría de Vigo avec vue sur le pont de Rande

Le pont de Rande est un pont à haubans dans les communes de Moaña et Redondela (province de Pontevedra) en Galice, Espagne qui unit les deux rives du détroit de Rande, dans la ría de Vigo, il va de la rive sud de Redondela pour passer à la péninsule de Morrazo. C'est un viaduc routier intégré dans l'autoroute de l'Atlantique, autoroute qui traverse toute la côte galicienne de Ferrol jusqu'à la frontière du Portugal. Il est situé à 18 kilomètres de Pontevedra, la capitale de la province et à 9 kilomètres de Vigo, la ville industrielle de la province de Pontevedra.

## Présentation
Le pont a été projeté par l'ingénieur italien Fabrizio de Miranda, l'espagnol Florencio del Pozo (qui s'est aussi chargé de la fondation) et par Alfredo Passaro et il a été construit en 1978. En Février 2015, la construction d'une troisième voie dans chaque sens est entamée. L'investissement est de 107,9 millions d’euros environ.

## Galerie

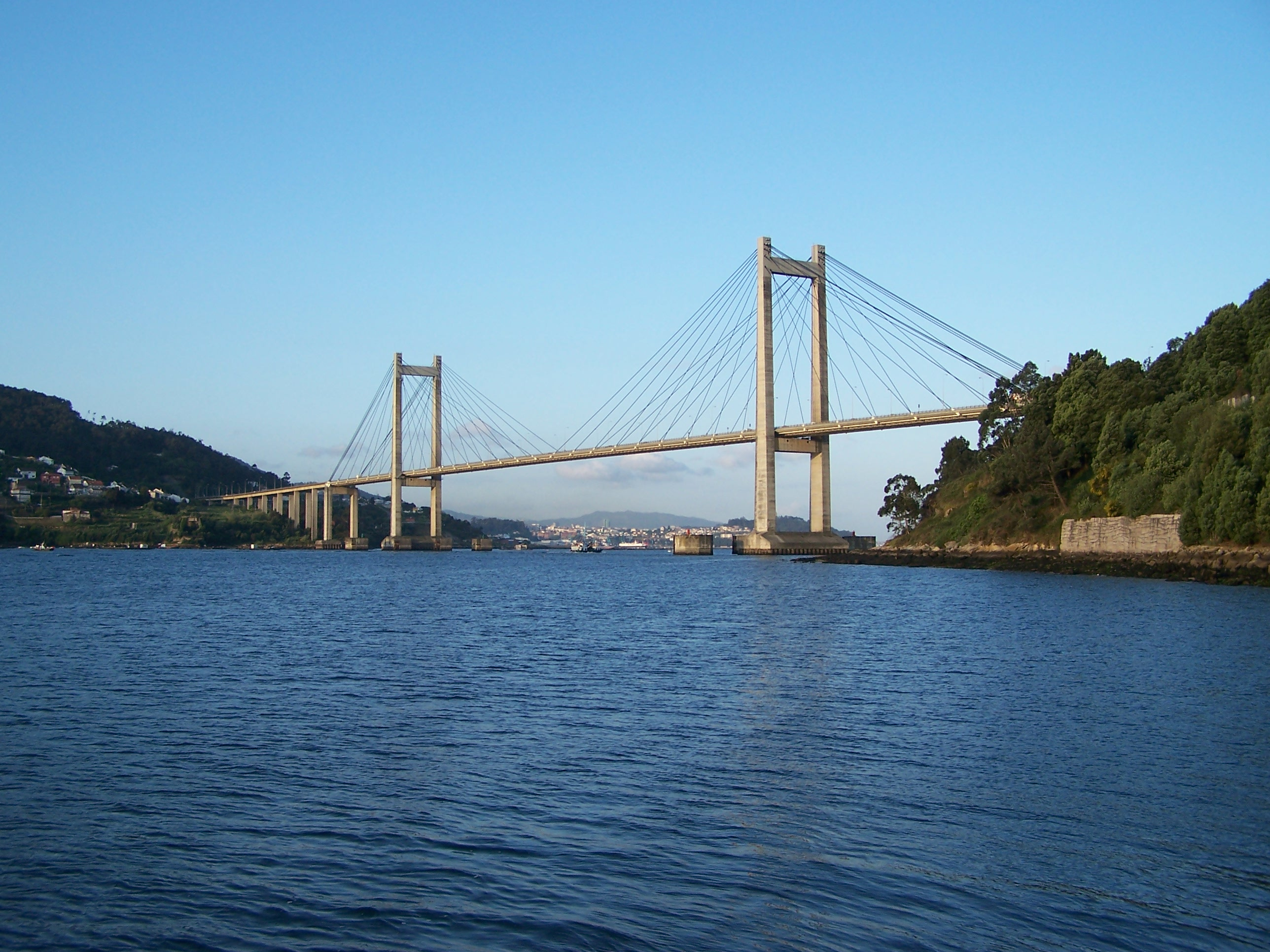
Vue d'ensemble du pont de Rande.
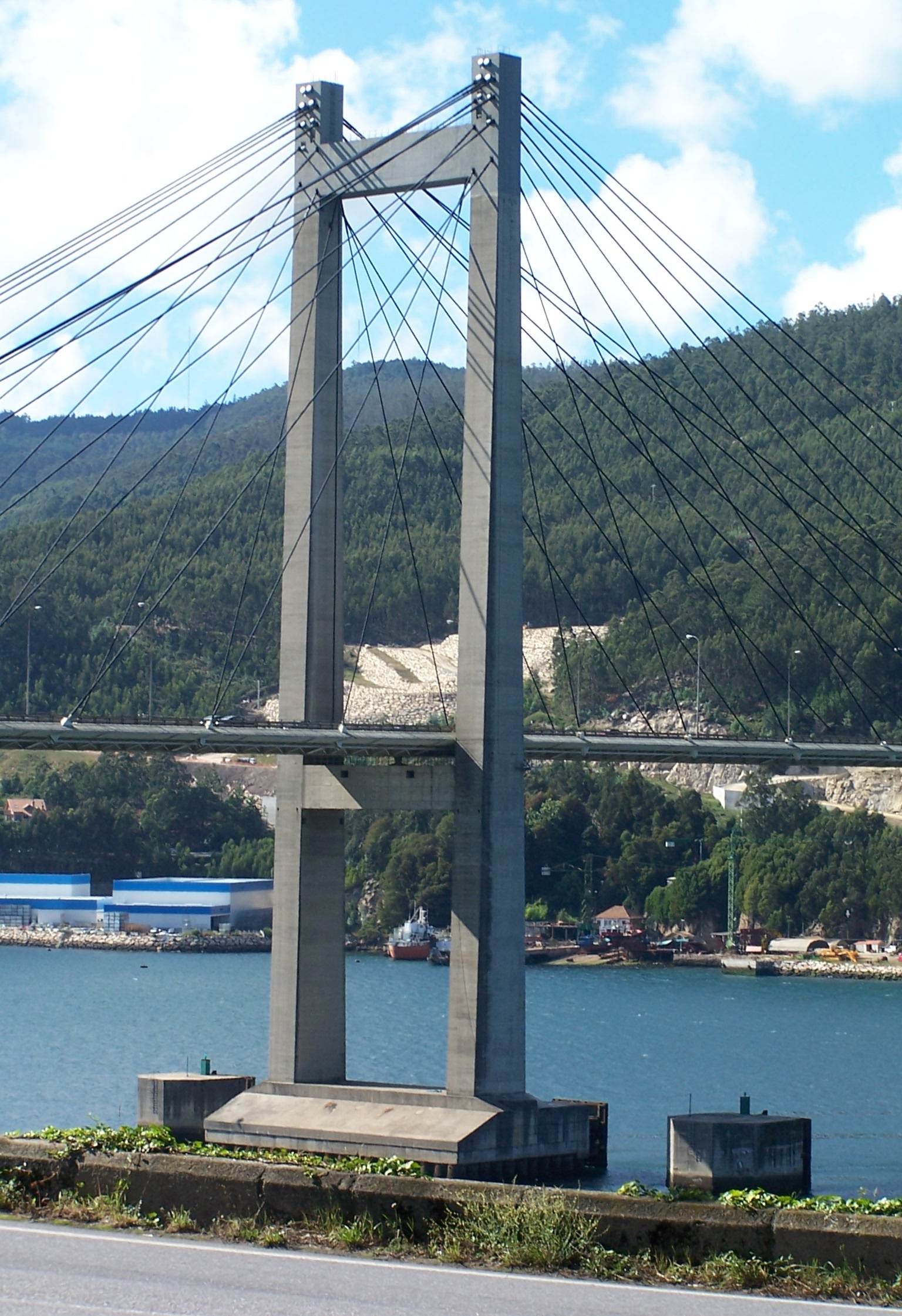
Colonne sud du pont de Rande.
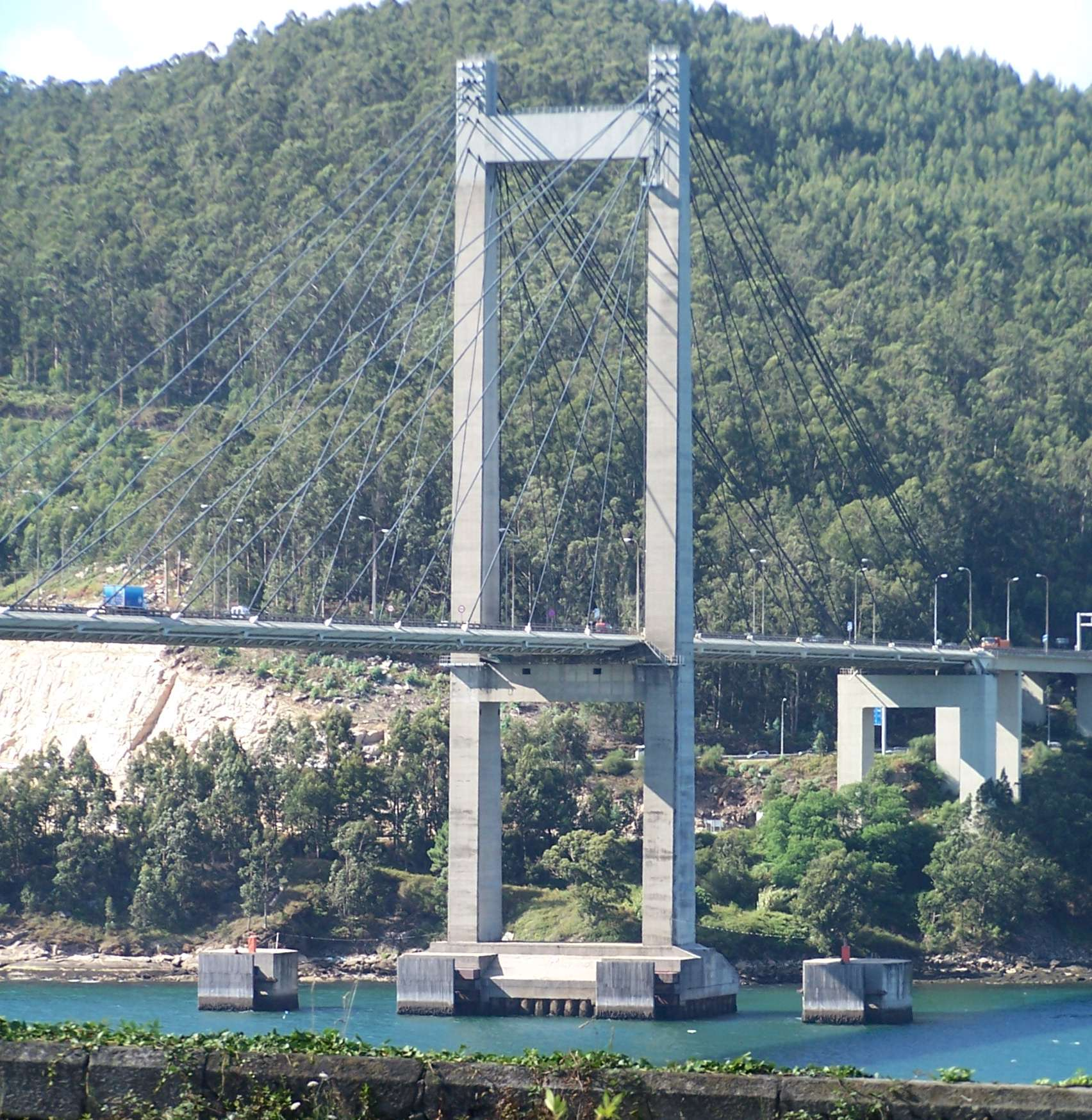
Colonne nord du pont de Rande.
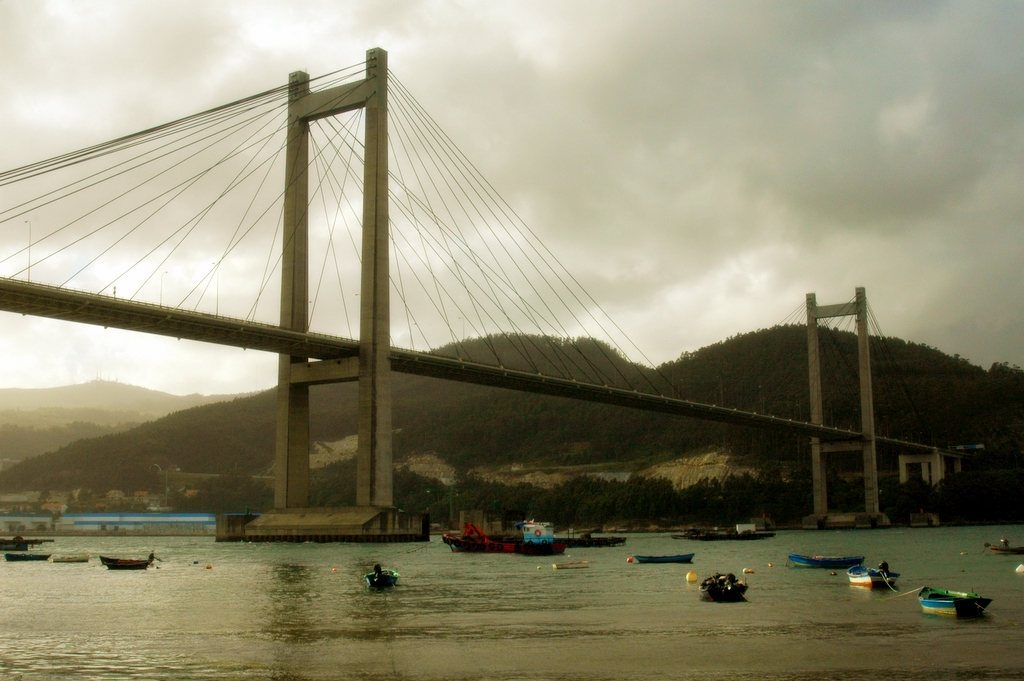

### Sources et bibliographie
- De Miranda F., Leone A., Passaro A., 1979, Il ponte strallato sullo stretto di Rande presso Vigo, in "Costruzioni Metalliche" (I), 2/1979.
- De Miranda F., 1980, I ponti strallati di grande luce, Zanichelli Bologna (I), p. 259-269.